# Norrby distrikt
Norrby distrikt är ett distrikt i Sala kommun och Västmanlands län. Distriktet ligger omkring Varmsätra i västra Uppland och gränsar till Västmanland. Det omfattar en mindre del av tätorten Sala (området kring Norrby kyrka). 

## Tidigare administrativ tillhörighet
Distriktet inrättades 2016 och utgörs av Norrby socken i Sala kommun.
Området motsvarar den omfattning Norrby församling hade vid årsskiftet 1999/2000. 

## Tätorter och småorter
I Kila distrikt finns en tätort och en småort.

### Tätorter
- Sala (del av)

### Småorter
- Varmsätra